# Sistémica
La sistémica puede ser considerada un nuevo nombre para todas las investigaciones relacionadas con la teoría de sistemas y la ciencia de sistemas. Se define como un campo emergente de la ciencia que estudia los sistemas holísticos, e intenta desarrollar marcos lógico matemáticos, de ingeniería, y filosofía, en los cuales los sistemas físicos, mentales, cognitivos, sociales y metafísicos, puedan ser estudiados.

## Introducción
La sistémica tiende a generalizar los resultados obtenidos en cibernética, ingeniería clásica, teoría de sistemas y otras ciencias, para dilucidar principios comunes a muchos campos. Esta inclusión de principios generales caracterizan la filosofía de sistemas.
Charles Francois, editor de la Enciclopedia Internacional de Cibernética y Sistemas, sugirió que sistémica se use para evitar términos ambiguos como "pensamiento de sistemas", "ciencia de sistemas", y "teoría general de sistemas".